# Defensa activa
La defensa activa en un esport de combat, és una activitat que té per objectiu evitar de suportar l'ofensiva de l'adversari i utilitzar l'acció ofensiva de l'adversari al seu propi favor (per exemple, desequilibrant l'adversari). Al contrari que una defensa anomenada "clàssica", que se satisfà simplement de defensar i està basada en el bloqueig i l'evitació. Segons el proverbi: "la millor defensa és l'atac".

## Il·lustració enboxa

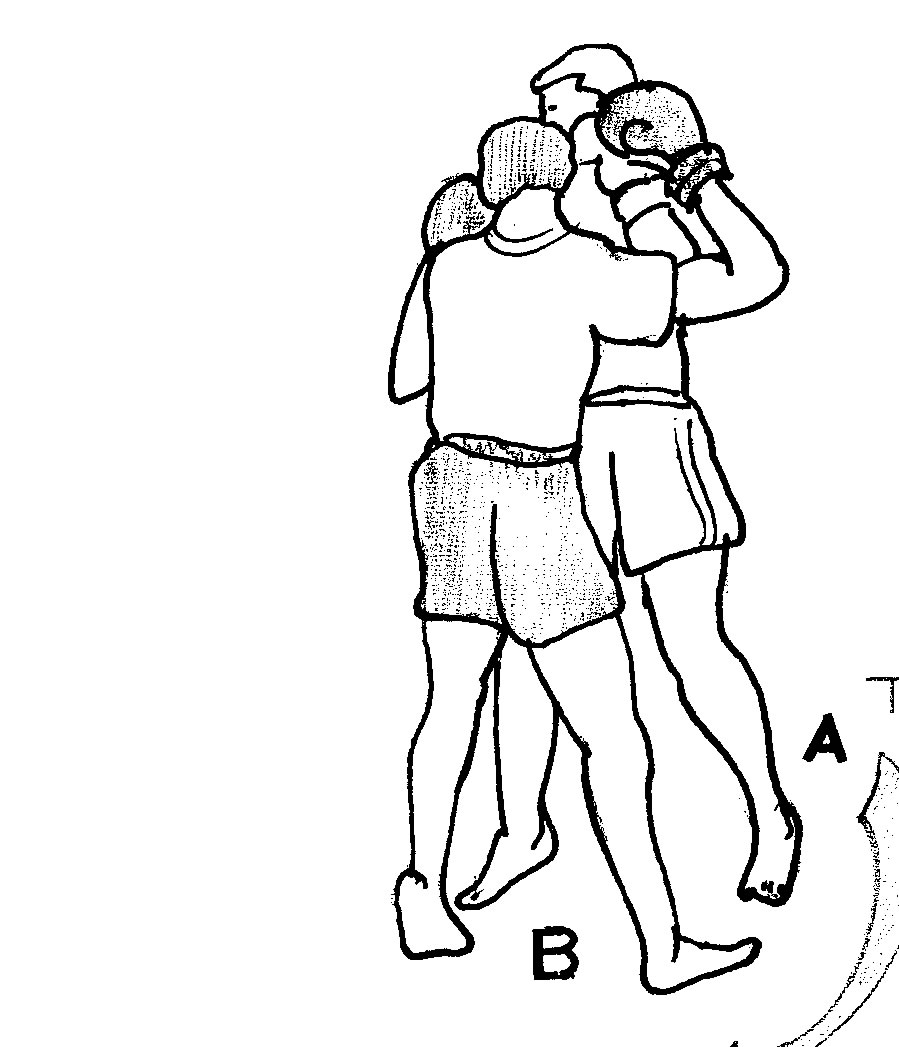
"A" és vingut a adherir-se contra l'oponent per pertorbar des desenrotllar
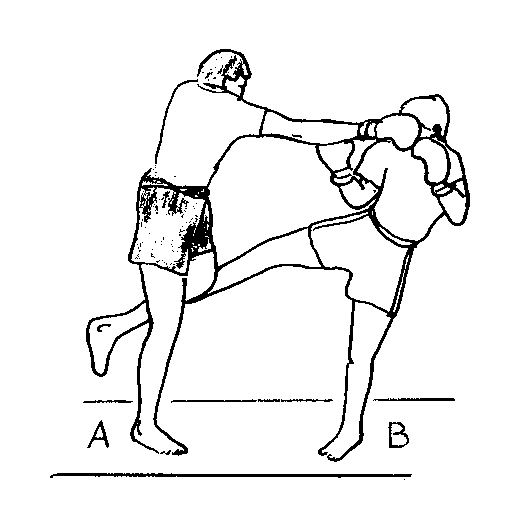
Absorció d'una puntada baixa (low kick) ajuntada amb una contra en directe bussejant
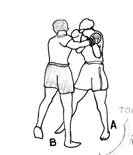
"A" ha trencat la distància per pertorbar el desenvolupament del ganxo de l'adversari
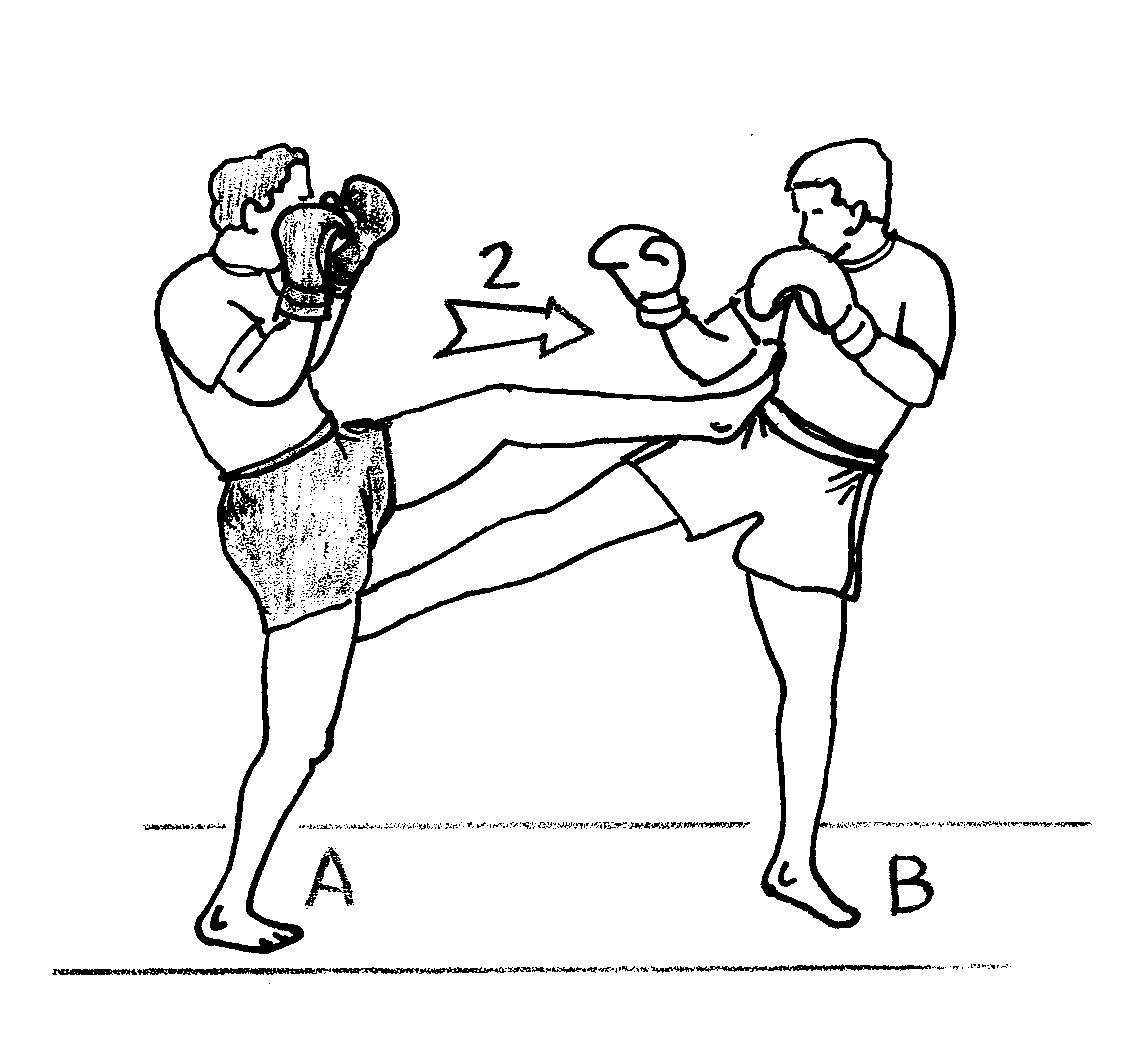
Cop de parada durant l'avançament de l'adversari